# Chic Hecht

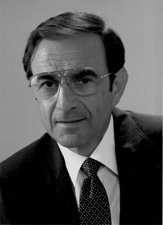
Chic Hecht

Mayer Jacob „Chic“ Hecht (* 30. November 1928 in Cape Girardeau, Missouri; † 15. Mai 2006 in Las Vegas, Nevada) war ein US-amerikanischer Politiker der Republikanischen Partei, der den Bundesstaat Nevada von 1983 bis 1989 im US-Senat vertrat.

## Leben
Chic Hecht machte 1949 seinen Bachelor-Abschluss an der Washington University in St. Louis. Danach besuchte er die Military Intelligence School in Fort Holabird (Maryland) und war während des Koreakrieges von 1951 bis 1953 als Agent der United States Army Intelligence tätig. Für seinen Dienst während dieser Zeit wurde er 1988 in die Hall of Fame des Heeresgeheimdienstes aufgenommen. Nach dem Ende seiner Militärzeit zog Hecht nach Nevada. Dort stieg er ins Einzelhandelsgeschäft sowie ins Hotel- und ins Bankgewerbe ein. Er setzte sich ferner für den Bau der Hecht-Synagoge in Jerusalem ein.

## Politische Laufbahn
Hechts politische Laufbahn begann 1966 mit der Wahl in den Senat von Nevada. Er war der erste Republikaner nach mehr als 25 Jahren, der in dem demokratisch dominierten Wahldistrikt in und um Las Vegas ein Mandat gewinnen konnte. Hecht verblieb von 1967 bis 1975 im Senat, wo er zwischen 1969 und 1970 als Oppositionsführer (Minority Leader) der Republikaner fungierte.
1982 trat Hecht bei der Wahl zum US-Senat gegen den seit 1959 amtierenden Demokraten Howard Cannon an, nachdem er sich in der Primary gegen vier Konkurrenten durchgesetzt hatte. Mit einem Anteil von 50,1 Prozent konnte er dann auch überraschend Cannon besiegen und am 3. Januar 1983 dessen Nachfolge im Kongress antreten. Er verbrachte dort nur eine Amtsperiode bis zum 3. Januar 1989, da er beim Wiederwahlversuch lediglich 46,1 Prozent der Stimmen erreichte und damit Nevadas Gouverneur Richard Bryan unterlag. Nach dem Ausscheiden aus dem Senat wurde er durch Präsident George Bush als Nachfolger von Carol Boyd Hallett zum Botschafter der Vereinigten Staaten auf den Bahamas ernannt, was er vom 23. August 1989 bis zum 1. März 1993 blieb.

### Einsatz für sowjetische Juden
Vor dem Gipfeltreffen zwischen US-Präsident Ronald Reagan und dem sowjetischen Parteichef Michail Gorbatschow im Oktober 1986 in Reykjavík traf Hecht mit dem Präsidenten zusammen und übergab ihm eine Liste mit den Namen sowjetischer Juden, für deren Ausreise er sich bei Gorbatschow einsetzen sollte. Später erklärte Hecht, Reagan habe ihm nach dem Treffen erklärt, dass Gorbatschow zugestimmt habe, solange die Angelegenheit nicht öffentlich werde. Hecht, selbst jüdischen Glaubens, gab nachher an, von Rabbi Menachem Schneerson zu dem Vorstoß angeregt worden zu sein.

### Beziehung zu John Kerry
Einige Jahre nach dem Ende seiner politischen Laufbahn tauchte Hechts Name im Vorfeld der Präsidentschaftswahl 2004 wieder auf. Erinnert wurde an einen Vorfall vom 12. Juli 1988: Damals hatte Hecht an einem Mittagessen einer republikanischen Arbeitsgruppe teilgenommen, als ihm plötzlich ein Stück Apfel aus seinem Obstsalat im Hals steckenblieb. Er begann zu würgen und stürmte aus dem Esszimmer auf den Flur des Restaurants, wo sein Parteikollege Kit Bond, Senator aus Missouri, vergeblich versuchte, ihm zu helfen. In diesem Moment trat John Kerry, demokratischer Senator aus Massachusetts, aus einem Aufzug. Kerry erfasste die Situation und wendete viermal den Heimlich-Handgriff an, mit dem er Hecht das Apfelstück aus der Kehle drückte. Nachdem Kerrys Rettungsaktion öffentlich geworden war, erhielt Hecht einen Anruf von Henry Heimlich, der den Handgriff erfunden hatte. Der Arzt erklärte dem Politiker, wenn Kerry nur 30 Sekunden später reagiert hätte, wäre Hecht womöglich für den Rest seines Lebens in einen vegetativen Zustand verfallen.
„Dieser Mann hat mir mein Leben gerettet. Er wusste genau, was zu tun ist“, so Hecht rückblickend. Zu jenem Zeitpunkt waren Hecht und Kerry erklärte politische Gegner: Der Senator aus Neuengland war Vorsitzender des Wahlkampfkomitees der Demokraten und hatte Hechts Sitz als eines der wichtigsten Ziele bei der bevorstehenden Senatswahl ausgemacht. „So etwas kann nur in Amerika passieren: Er arbeitet gegen mich, um mir eine Niederlage zuzufügen, und rettet dann mein Leben“, fasste Hecht später die Ironie des Geschehens zusammen.
Bis zu seinem Tod rief Chic Hecht in der Folge an jedem 25. Dezember bei John Kerry an und dankte ihm für sein Eingreifen. Obwohl er als konservativer Republikaner galt und einen hohen Betrag für die Wiederwahl von George W. Bush gespendet hatte, sagte er Kerry zu, für diesen im Wahlkampf aufzutreten, falls er darum bäte. Eine seiner Töchter, die an den Wahlkämpfen von Ronald Reagan und George Bush mitgewirkt hatte, betätigte sich aus Dankbarkeit als Spendensammlerin für den Demokraten.

## Lebensende
Nach seiner Zeit als Botschafter kehrte Chic Hecht nach Las Vegas zurück und ging dort seinen geschäftlichen Aktivitäten nach. Im Jahr 2005 wurde bei ihm Prostatakrebs festgestellt, dem er am 15. Mai 2006 erlag.